# Қ
Қ, қ – litera rozszerzonej cyrylicy wykorzystywana w językach: kazachskim, ujgurskim, szorskim, abchaskim i tofa. We wszystkich wspomnianych językach oprócz abchaskiego oznacza dźwięk [q], tj. spółgłoskę zwartą języczkową bezdźwięczną. W języku abchaskim odpowiada dźwiękowi [kʰ], tj. spółgłosce zwartej miękkopodniebiennej bezdźwięcznej.

## Kodowanie
| Znak                   | Қ                                         | Қ                                         | қ                                       | қ                                       |
| ---------------------- | ----------------------------------------- | ----------------------------------------- | --------------------------------------- | --------------------------------------- |
| Nazwa w Unikodzie      | CYRILLIC CAPITAL LETTER KA WITH DESCENDER | CYRILLIC CAPITAL LETTER KA WITH DESCENDER | CYRILLIC SMALL LETTER KA WITH DESCENDER | CYRILLIC SMALL LETTER KA WITH DESCENDER |
| Kodowanie              | dziesiątkowo                              | szesnastkowo                              | dziesiątkowo                            | szesnastkowo                            |
| Unicode                | 1178                                      | U+049A                                    | 1179                                    | U+049B                                  |
| UTF-8                  | 210 154                                   | d2 9a                                     | 210 155                                 | d2 9b                                   |
| Odwołania znakowe SGML | &#1178;                                   | &#x049A;                                  | &#1179;                                 | &#x049B;                                |